# Christoffer Lindhe
Bernt Erik Christoffer Lindhe, född 1 februari 1989 i Ulricehamn, är en svensk handikappsimmare. Lindhe har svenskt rekord i 50, 100 och 200 m frisim och 50 m fjärilsim i sin handikappklass. Han tränar för Åsundens Simsällskap och även för svenska landslaget. Han studerar företagsekonomi i Halmstad.
Efter att ha blivit påkörd av ett tåg sommaren 2006 förlorade Lindhe en arm och båda benen. Men bara ett halvår senare hade han lyckats kämpa sig tillbaka och började då i sin gamla gymnasieklass. 
Lindhe deltog i Handikapp-OS i Peking 2008. Han slutade på 6:e plats på 50 m frisim och 4:e plats på 100 m frisim och 200 m frisim.
Lindhe var gäst i TV-programmet Carin 21:30 den 14 februari 2008.